# 中空土偶
中空土偶（ちゅうくうどぐう）とは、中が空洞に作られている土偶のことである。縄文時代中期に出現する。
北海道旧南茅部町（現・函館市）著保内野（ちょぼないの）遺跡で出土した中空土偶が有名であり、以下では、この土偶について記述する。

## 著保内野遺跡出土
1975年（昭和50年）8月24日、北海道の旧南茅部町（現在の函館市尾札部町）でジャガイモ畑から中空土偶が発見された。
地元の主婦が農作業をしていたところ、畑から人型の焼き物が出土したもので、主婦が家族にその焼き物を見せたところ、教科書で見た土偶ではないかとの意見があったため、主婦は地元役場に相談した。これを受けて南茅部町教育委員会（当時）が発掘調査を行なったところ、出土地周辺には縄文時代後期の墳墓群が存在する可能性があることが判明し、著保内野遺跡として周知の遺跡となった。出土した土偶は1979年（昭和54年）重要文化財に指定された。
発見された土偶は、高さ41.5cm、幅20.1cm、重さ1,745gで、中空土偶としては国内最大である。作りが極めて精巧で写実的であり、表面がよく研磨されている。非常に薄づくりで紋様構成も優れていることから、縄文時代における土偶造形の頂点とも評価されている。出土した南茅部の「茅」と、中空土偶の「空」をとって「茅空（かっくう）」という愛称がつけられている。
2004年（平成16年）12月、いわゆる「平成の大合併」により、函館市と南茅部町が合併した。函館市は著保内野遺跡の内容把握を目的とした再調査を2006年（平成18年）に実施した。この調査により、遺跡の一帯からヒスイの勾玉や漆片などが発見されたため、改めてこの遺跡が縄文時代後期（約3200年前）の集団墓であり、配石を伴う土坑墓群に関連して埋葬された可能性が高く、当時の祭祀や呪術的な生活文化を知る手がかりとなった。
これらの調査結果などを受けて、2007年（平成19年）、中空土偶「茅空」は北海道内初の国宝に指定された（2022年現在道内唯一の国宝となっている）。
2016年現在、函館市役所正面玄関にてレプリカが展示されている。
2011年10月1日、「茅空」の現物を常設展示する博物館「函館市縄文文化交流センター」が函館市臼尻町にオープンした。同時に、道の駅「縄文ロマンみなみかやべ」も同じ施設内にオープンした。
「茅空」が展示会等に貸し出される際、展示棚の現物が空の状態かレプリカが展示される。